# Léon de Saint-Jean
Pour les articles homonymes, voir Jean Macé (homonymie) et Macé.
Léon de Saint-Jean (à l'état civil: Jean Macé), né 9 juillet 1600 à Rennes (France) et décédé le 30 décembre 1671 à Paris, est un prêtre carme français, membre de la Réforme de Touraine, prédicateur royal, écrivain prolifique et représentant de l'École française de spiritualité.

## Biographie

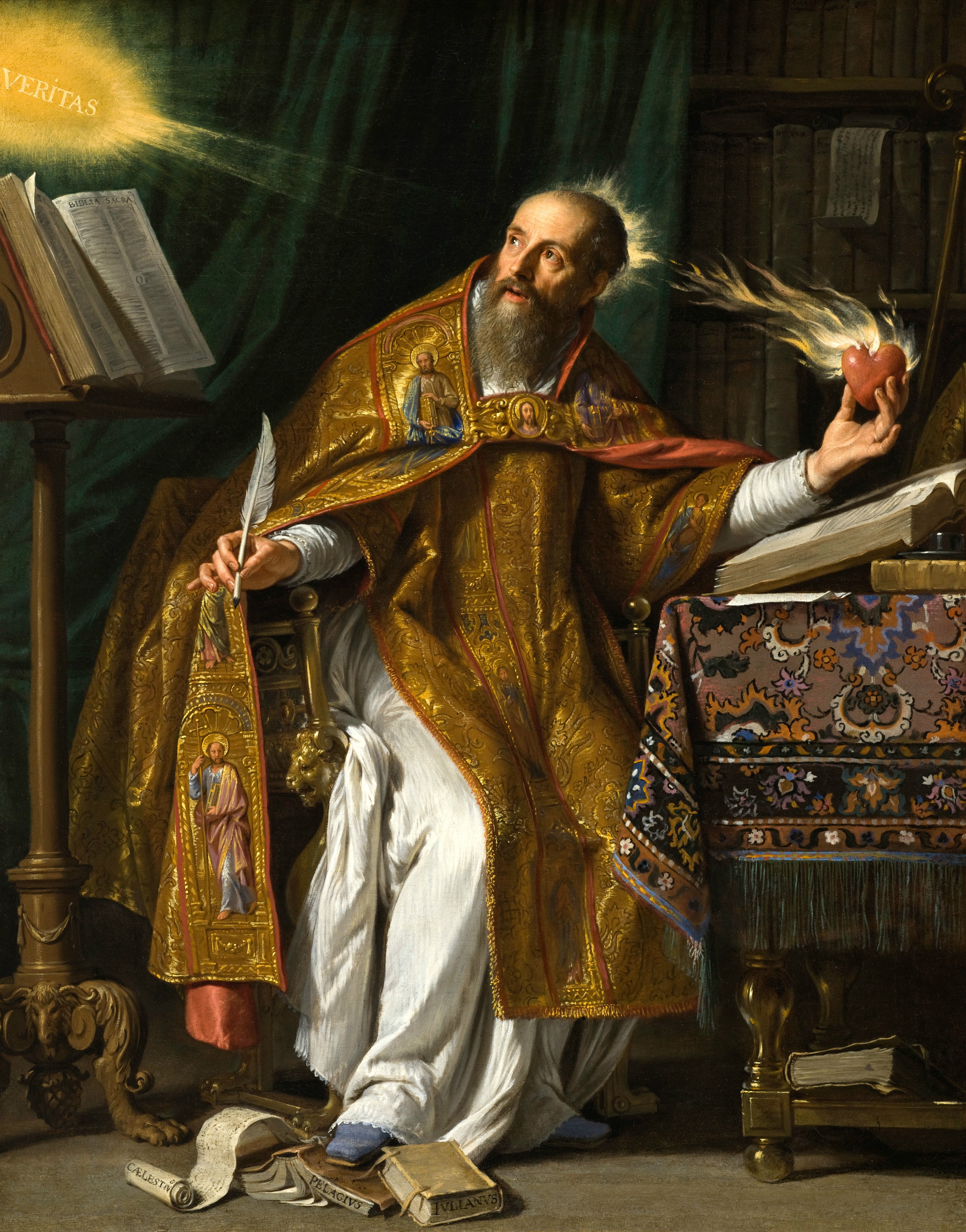
Augustin d'Hippone (par Philippe de Champaigne)

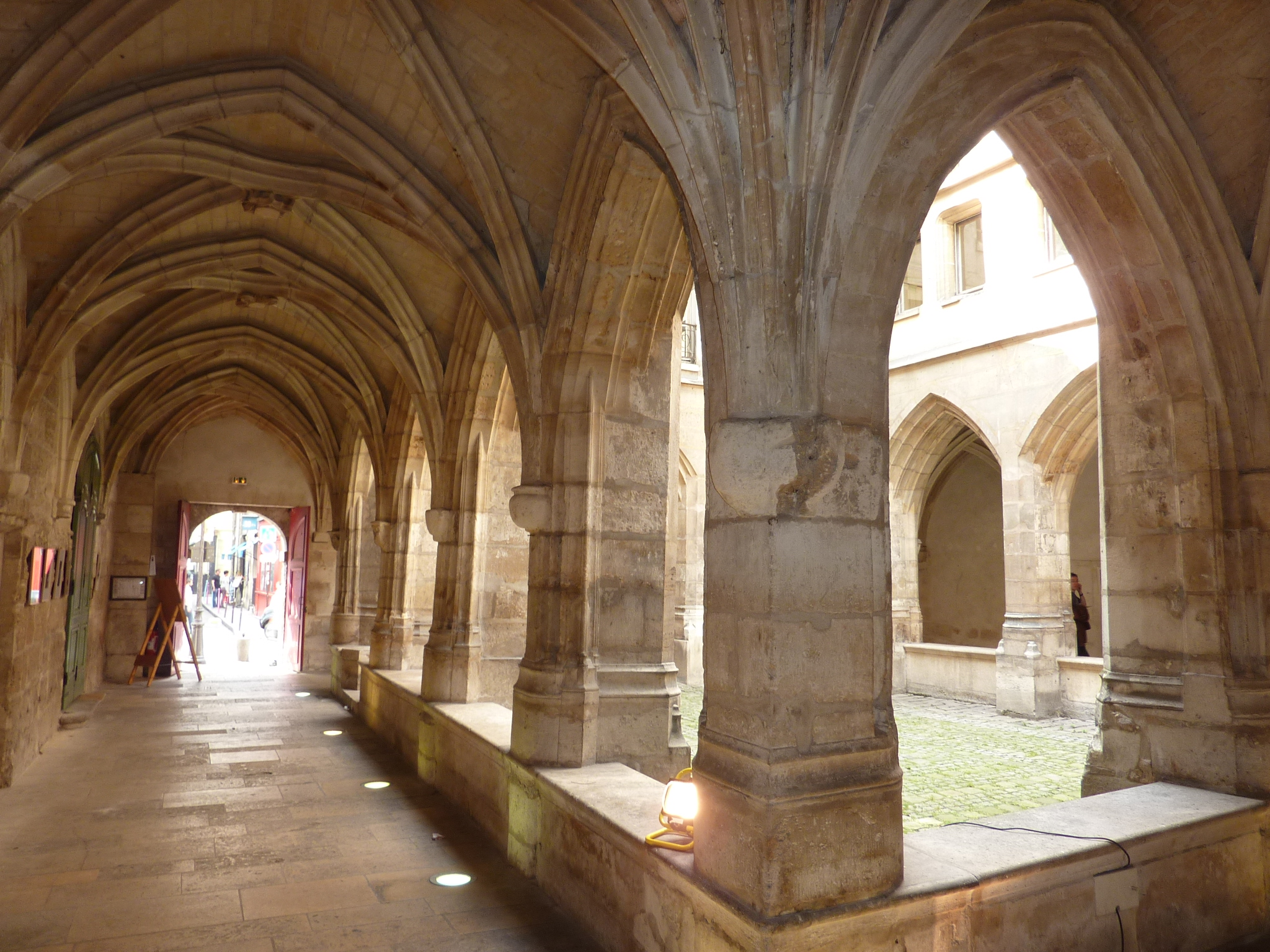
Cloître des Billettes, ancien couvent parisien des carmes de Touraine

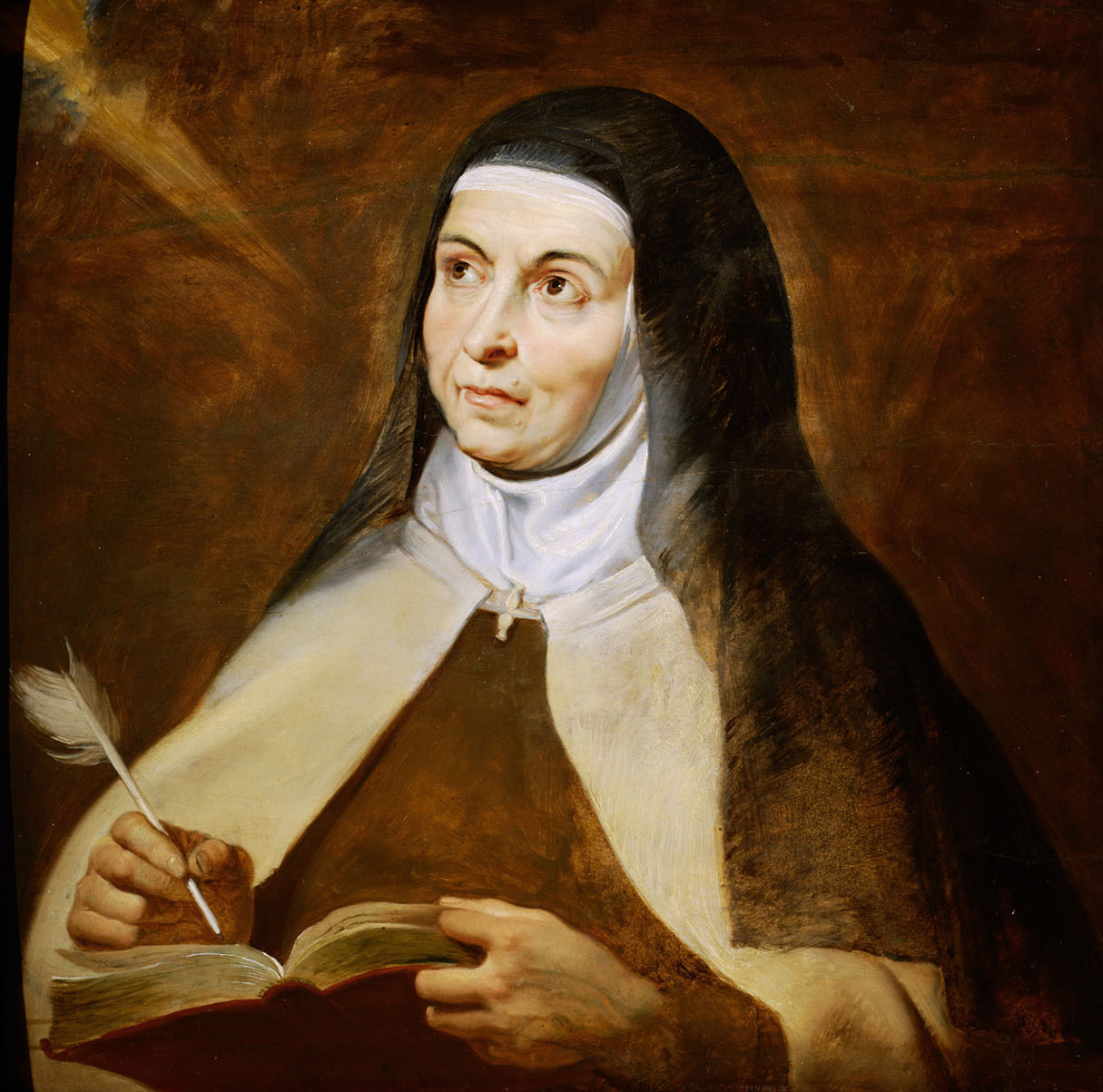
Sainte Thérèse d'Avila (par Rubens)

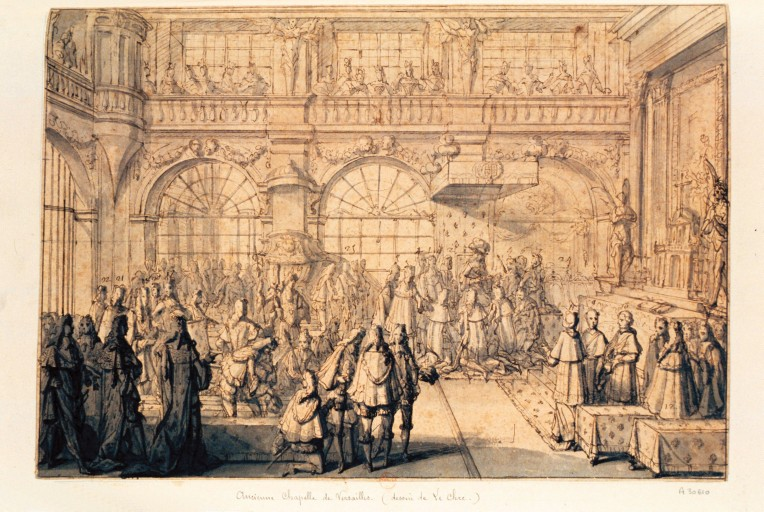
La chapelle de Versailles en 1689

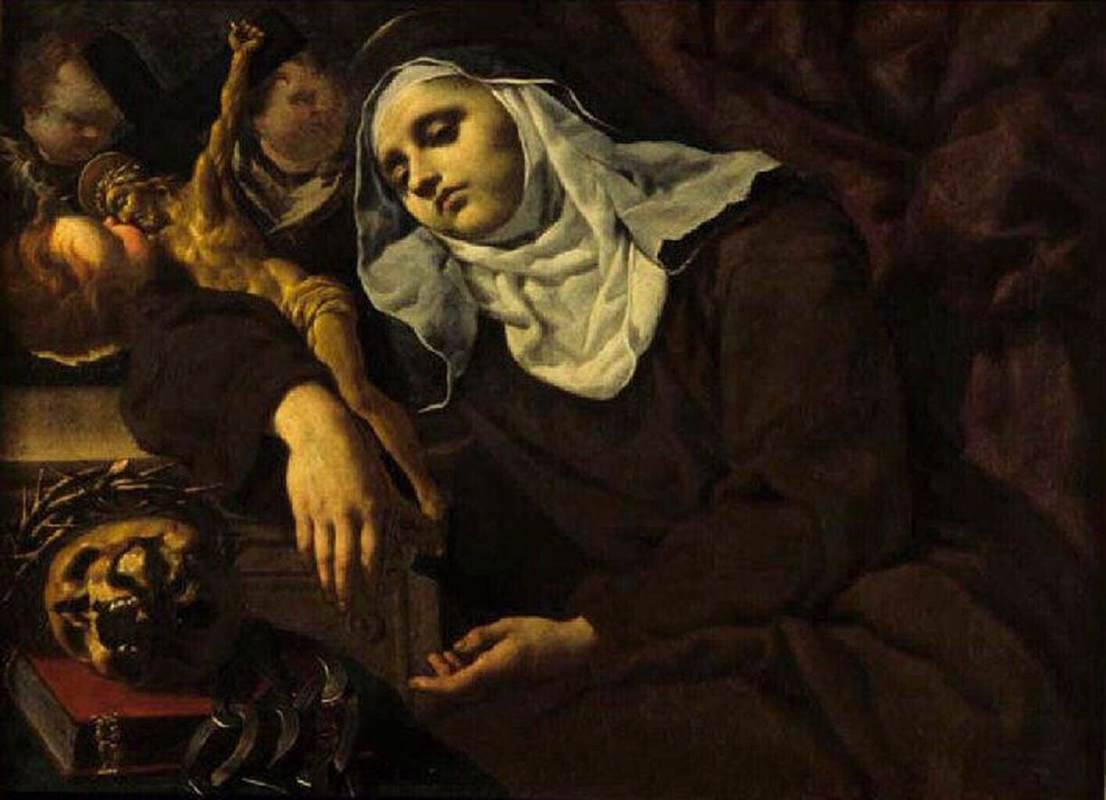
Marie-Madeleine de Pazzi (par Alessandro Rosi)

Jean Macé est né à Rennes (France), le 9 juillet 1600. En 1616, il entre chez les carmes de sa ville natale, passés à la Réforme dite de Touraine, et y reçoit le nom de Léon de Saint-Jean. Il sera nommé provincial de Touraine à deux reprises: de 1635 à 1638, et de 1644 à 1647, puis assistant du Supérieur général, de 1660 à 1666. Orateur sacré de renom, il prononcera les oraisons funèbres du cardinal de Richelieu, du Père Joseph du Tremblay (l’Éminence Grise) et du cardinal de Mazarin. Après être devenu, vers le milieu du siècle, prédicateur ordinaire du roi, il meurt le 30 décembre 1671, à Paris, au couvent du Saint-Sacrement (dit des Billettes), dont il passe pour avoir négocié la cession à son Ordre.

## Spiritualité

### Un humanisme dévot
D'après Henri Bremond, Léon de Saint-Jean fait figure de représentant de l'humanisme dévot du Grand Siècle. Écrivain spirituel fécond, nanti d'un savoir encyclopédique, et grand lecteur de Giovanni Bona, il a, en effet, envisagé les principaux problèmes de ce courant, tels que la part à laisser respectivement à la société et à la spiritualité, le rapport entre la nature pécheresse et la grâce divine, ou encore l'attrait pour l'épicurisme et le stoïcisme. Toutefois, sous la triple influence de Bérulle, Thérèse d'Avila et Jean de Saint-Samson, il aborde ces difficultés dans une perspective mystique, qui se réfère, en ultime instance, au Pseudo-Denys et à Augustin d'Hippone.

### Un itinéraire intérieur
Très marqué par la figure de Jean de Saint-Samson, Léon entend enseigner la vérité, sur le modèle du maître spirituel de la Réforme de Touraine, dont il défend la doctrine à travers le panorama de la mystique ancienne et contemporaine, brossé dans sa Philocalia. Dans une langue plus châtiée et un style plus ample, il reprend certaines expressions du carme aveugle, et surtout certains principes de celui-ci. C'est ainsi qu'il affirme que tout baptisé est appelé à la sainteté, en franchissant les trois degrés (moral, spirituel et mystique) de l'existence, lesquels correspondent respectivement aux trois vertus théologales : espérance, charité et foi. À cet effet, il s'agit de rentrer en soi-même pour y retrouver Dieu, dont chaque homme est l'image. La voie mystique constitue le chemin le plus facile pour réaliser ce retour, car il ne requiert que trois résolutions : se dépouiller, ignorer, aimer, le couronnement de cette ascèse consistant en une parfaite conformité à la volonté de Dieu. La science des saints passe donc pour une affaire de volonté, et non d'entendement : seul l'amour peut animer l'être humain, le faire passer de la création à Dieu, puis l'introduire dans le repos divin, avant de le ramener parmi les créatures.

### Une mystique carmélitaine
Rétroversion dyonisienne et conversion augustinienne marquent donc l'itinéraire spirituel de Léon de Saint-Jean. On ignore s'il l'a lui-même expérimenté, mais il s'est montré fier d'appartenir à un ordre contemplatif, à l'idéal exigeant. Il s'est d'ailleurs intéressé à bien des points de l'histoire carmélitaine : scapulaire, habit et origine de l'Ordre, chronique et constitutions de Touraine. Il a cependant regretté que la réforme de Philippe Thibault se soit montrée plus timide et moins ambitieuse au point de vue mystique, que celle de Thérèse d'Avila. Il professait une vive admiration pour la réformatrice espagnole, dont il a résumé la doctrine dans le deuxième tome de sa Théologie mystique, considérant qu'elle avait été la seule, avec saint Augustin, à avoir su unir les exigences du cœur et de l'intelligence dans l'itinéraire de la foi. Il a également contribué à diffuser les œuvres d'une autre grande mystique carmélitaine, Marie-Madeleine de Pazzi, dont il a composé la biographie en adaptant un livre italien de V. Puccini, dont se servira également Lézin de Sainte-Scholastique, quelque temps plus tard. En revanche, aucune trace d'une quelconque influence de Jean de la Croix n'a pu être relevée dans les écrits de Léon de Saint-Jean. 

## Postérité

### Le polygraphe
Léon de Saint-Jean est l'auteur d'une soixantaine d'ouvrages, à travers lesquels il a touché des domaines variés : de la grammaire à la mystique, en passant par les sciences naturelles et la pastorale; d'une certaine manière, à l'imitation de Raymond Lulle, l'un des  penseurs qu'il admirait le plus. Controversiste habile, il a défendu le catholicisme face à des pasteurs protestants ou au janséniste Antoine Arnauld (à propos du livre de celui-ci, De la fréquente communion, en 1643), en privilégiant toujours une certaine largeur d'esprit. Prédicateur réputé, il a prêché à la cour comme à la ville, et l'intégrale de ses sermons a été publiée, en majeure partie de son vivant. Plusieurs de ses œuvres ayant été éditées en français puis en latin, ou vice versa, et reprises en tout ou en partie sous d'autres titres, il n'est pas toujours aisé d'en établir la liste complète.

### Le biographe
À la liste reproduite ci-dessous, il convient d'ajouter deux séries de brochures morales et pieuses, parues respectivement en 1638 et 1649, ainsi que les publications biographiques suivantes : une vie de Marie-Madeleine de Pazzi (1627; 5e édition : 1669); une vie de Françoise d'Amboise (1634; 1669); une vie de sainte Anne (1639); une vie d'Antoine Yvan (1654), avec édition des écrits de ce prêtre (1576-1653), précédée d'une oraison funèbre; une vie de Marie de Saint-Charles (1671); ainsi qu'une Vita de Jean Soreth (1625), d'après un manuscrit de Walterus de Terra Nova.     

### Écrits
- Les sept colonnes de la Sagesse incarnée... La divine Eucharistie contre les hérétiques, Poitiers, 1629.
- L'ouverture des trois cieux de saint Paul, où sont proposées les maximes générales de la vie morale, spirituelle et mystique, Paris, 1633.
- Avant goût du paradis ou méditations ferventes du saint amour de Dieu, s. l., 1634; 1653 (5e édition).
- La couronne des saints... Panégyriques, s. l., 1637; 1642; 1655.
- L'oeconomie de la vraie religion chrestienne, catholique, mystique..., 2 volumes, s. l., 1652 (en latin : 1644).
- La conduite générale de la théologie mystique, 2 volumes, s. l., 1654-1656.
- Les Heures de la sainte Vierge, avec l'exercice de la journée chrétienne, s. l., 1655.
- L'Année royale. Sermons prêchés devant leurs Majestés, avec un Traité de l'éloquence chrétienne, 2 volumes, s. l., 1655.
- Le portrait de la Sagesse universelle avec l'idée générale des sciences, s. l., 1655 (ébauche du suivant).
- Studium sapientiae universalis, 2 volumes, 1657-1665 (en trois parties : Contextus scientiae humanae, Contextus scientiae divinae, Philocalia et analecta).
- La France convertie. Octave à l'honneur du B. S. Denys l'Aréopagite, s. l., 1661.
- Les triomphes évangéliques, 2 volumes, s. l., 1665 (prédications pour le Carême).
- Les métamorphoses sacrées... tirées de l'Écriture sainte, Grenoble, 1665 (prédications pour l'Avent).
- L'année dominicale, 2 volumes, s. l., 1669 (prédications pour tous les dimanches de l'année).
- La Somme des sermons parénétiques et panégyriques, 4 volumes, s. l., 1671-1675 (le quatrième volume est destiné aux carmes).

### Études
- S.-P. Michel, « Léon de Saint-Jean », Dictionnaire de spiritualité ascétique et mystique, Paris, Beauchesne, t. IX,‎ 1976, p. 626-629.